# Segelfluggelände Musbach

i7
i11
i13
Das Segelfluggelände Musbach liegt im Stadtteil Musbach der Kreisstadt Freudenstadt in Baden-Württemberg, etwa 6,5 km nordöstlich des Zentrums von Freudenstadt.

## Flugbetrieb
Das Segelfluggelände ist mit einer 1000 m langen und 60 m breiten Start- und Landebahn aus Gras (Richtung 17/35) ausgestattet. Die Start- und Landebahn weist ein signifikantes Gefälle von Norden nach Süden auf. Daher erfolgen Starts im Normalfall unabhängig von der Windrichtung auf der Piste 17. Das Segelfluggelände besitzt eine Betriebszulassung für Segelflugzeuge und Motorsegler. Segelflugzeuge starten per Flugzeugschlepp oder Windenstart. Der Halter und Betreiber des Segelfluggeländes ist die Fliegergruppe Freudenstadt e. V.

## Geschichte
Die Fliegergruppe Freudenstadt e. V. wurde 1929 gegründet. Das Segelfluggelände Musbach wurde 1957 in Betrieb genommen und 1958 offiziell zugelassen. Seit 1982 ist auch die Fliegergruppe Renchtal e. V. am Platz ansässig.